# Vittorio Poma
Vittorio Poma (Pavia, 15 aprile 1958) è un politico italiano, per due volte presidente della Provincia di Pavia.

## Biografia
Nel 1978, a 19 anni, fu eletto consigliere della Provincia di Pavia per la Democrazia Cristiana, risultando il più giovane consigliere provinciale d'Italia. Rieletto in Provincia nel 1983 e nel 1988, nel 1993 si candidò Sindaco al comune di Pavia per una lista civica di centro di cui fu capogruppo fino al 1996. Nel 1997 venne nominato nella giunta di Silvio Beretta assessore provinciale ai lavori pubblici, viabilità e edilizia scolastica.
Dopo le elezioni del 2001 fu riconfermato assessore provinciale con delega alle politiche delle risorse umane, formazione professionale e politiche del lavoro. Ex esponente di Forza Italia e PdL, dal 2000 al 2011 fu responsabile degli enti locali per il partito.
Fu eletto Presidente della Provincia nel turno elettorale del 2006 (elezioni del 28 e 29 maggio), raccogliendo il 50,3% dei voti in rappresentanza di una coalizione di centrodestra, sconfiggendo l'ex sindaco di Pavia, tra il 1996 e il 2005, il medico Andrea Albergati, che si fermò al 46,4% dei voti.
Durante il suo mandato amministrativo fu sostenuto, in consiglio provinciale, da una maggioranza costituita da Forza Italia, Alleanza Nazionale, Lega Nord, UDC e Nuovo PSI-PRI.
Alla scadenza del mandato, nel 2011, si presentò alle elezioni del 15 e 16 maggio appoggiato dall'UDC e dalla lista civica "Poma il Presidente" ottenendo l'8,52% e riuscendo ad eleggere due consiglieri. Il candidato a lui preferito, soprattutto per l'opposizione fatta da una frangia della Lega Nord pavese per guidare la coalizione di centro-destra, Ruggero Invernizzi, uscì sconfitto da Daniele Bosone (PD), che diventò così il primo Presidente di una coalizione di centro-sinistra dopo 20 anni di amministrazione di centro-destra. Poma, sotto la giunta Bosone, ha coperto la carica di presidente del Consiglio provinciale.
Il 28 agosto 2016 è rieletto presidente della Provincia di Pavia dai rappresentanti delle diverse amministrazioni comunali, per effetto della riforma Delrio. Sconfigge la lista avversaria, guidata dal Sindaco del Comune di Copiano, Andrea Itraloni. Mantiene la carica fino alla scadenza del mandato nel dicembre 2021
Dal 2018 al 2021 è Presidente dell’Unione Province Lombarde
Nel gennaio 2022 entra a far parte del Consiglio di Amministrazione della Fondazione universitaria Alma Mater Ticinensis e viene nominato vicePresidente esecutivo
Dal marzo 2023 è componente del Consiglio Superiore dello Spettacolo del Ministero della Cultura
È docente di Storia e Cinema presso il Dipartimento di Scienze politiche e sociali  dell'Università di Pavia.